# 深土镇
深土镇，是中华人民共和国福建省漳州市漳浦县下辖的一个乡镇级行政单位。

## 行政区划
深土镇下辖以下地区：
墩柄村、大肖村、东吴村、南境村、近院村、塘头村、深土村、埭头村、大店村、塔底村、锦东村、示埔村、车鳌村、山边村、山尾村、庵下吴村、东庵村、埭厝村和东坪村。